# Lihons
Lihons település Franciaországban, Somme megyében. Lakosainak száma 461 fő (2022. január 1.). Lihons Herleville, Chaulnes, Chilly, Framerville-Rainecourt, Maucourt, Méharicourt, Rosières-en-Santerre, Vauvillers és Vermandovillers községekkel határos.

## Népesség
A település népességének változása:
| Lakosok száma | 392  | 423  | 442  | 442  | 448  | 458  | 456  | 459  | 461  |
|               | 2013 | 2015 | 2016 | 2017 | 2018 | 2019 | 2020 | 2021 | 2022 |